# Deviated Instinct
Deviated Instinct was een Britse metalband en een pionier in het crustcoregenre. Het album Rock 'n' Roll Conformity wordt gezien als beste werk van de groep met verbaal geweld dat overeenkomsten had crossoverband The Accüsed.

## Bandleden
- Leggo - zang - (1984 - 88)
- Mid – gitaar en zang - (1984 - 91)
- Ian – basgitaar (1984 - 86)
- Snapa – basgitaar (1986-87 & 1988 - 91)
- Tom – basgitaar (1987 - 1988)
- Trev – drums (1984-85)
- Mark – drums (1986-87)
- Sean – drums (1987 - 88)
- Tony "Stick" Dickens – drums (1988) (Doom, Extreme Noise Terror)
- Adam – drums (1989 -90)
- Charlie – drums (1990 - 91)

## Discografie
- 1986 - Tip of the Iceberg Demo
- 1987 - Terminal Filth Stenchcore Demo
- 1987 - Welcome to the Orgy single
- 1988 - Rock 'n' Roll Conformity LP
- 1989 - Gutteral Breath LP
- 1990 - Nailed EP
- 1990 - Definitive Instinct CD
- 1991 - Grave/Devolution/Deviated Instinct - Split cd
- 1993 - Re-opening Old Wounds EP + CD
- 2006 - Welcome to the Orgy CD (heruitgebrachte opnames 1987-1989)